# 桑普爾區
52°22′37″N 41°40′15″E / 52.37694°N 41.67083°E
桑普爾區（俄语：Сампурский район），是俄羅斯的一個區，位於該國西部，由坦波夫州負責管轄，面積1,008平方公里，2010年該區人口14,204，人口密度每平方公里14.09人。